# Karen Shelton
Karen Shelton, född den 14 november 1957 i Honolulu, Hawaii, är en amerikansk landhockeyspelare.
Hon tog OS-brons i damernas landhockeyturnering i samband med de olympiska landhockeytävlingarna 1984 i Los Angeles.